# Route nationale 4 (Madagaskar)
Route Nationale 4 (RN 4) is een nationale weg in Madagaskar van 562 kilometer, de weg loopt van de hoofdstad Antananarivo naar Mahajanga aan de westkust van het land. De weg doorkruist de regio's Analamanga, Betsiboka en Boeny.
De route is over de volledige afstand verhard.

## Locaties langs de route
- Nationaal park Ankarafantsika
- Antananarywa
- Mahitsy
- Ankazobe
- Ankazosary
- Mahatsinjo
- Bekaratsaka
- Antanimbary
- Maevatanana
- Ambalanjanakomby
- Andranomamy
- Tsaramandroso
- Mahajanga